# Кукуліннаська сільська рада
Ку́куліннаська сільська рада (ест. Kukulinna külanõukogu, рос. Кукулиннаский сельский совет) — сільська рада в Естонській РСР, адміністративно-територіальна одиниця в складі повіту Тартумаа (1945—1950) та Тартуського району (1950—1954).

## Населені пункти
Сільській раді підпорядковувалися села: Алеві (Alevi), Кастлі (Kastli), Кукулінна (Kukulinna), Лягте (Lähte), Пугталейва (Puhtaleiva), Пилтсамаа (Põltsamaa), Саадіярве (Saadijärve), Салу (Salu), Сойтсьярве (Soitsjärve), Ванакуб'я (Vanakubja), Ексі (Äksi).

## Історія
13 вересня 1945 року на території волості Ексі в Тартуському повіті утворена Кукуліннаська сільська рада з центром у селі Кукулінна. Головою сільської ради обраний Йоганнес Гофман (Johannes Hofman), секретарем — Сільвія Росме (Silvia Rosme).
26 вересня 1950 року, після скасування в Естонській РСР повітового та волосного поділу, сільська рада ввійшла до складу новоутвореного Тартуського сільського району.
20 березня 1954 року відбулася зміна кордонів між районами Естонської РСР, зокрема з Кукуліннаської та Кяркнаської сільрад Тартуського району виключені 302,36 га земель  колгоспу «Нове життя» («Uus Elu») і приєднані до Иванурмеської та Кооґіської сільських рад Йиґеваського району.
17 червня 1954 року в процесі укрупнення сільських рад Естонської РСР Кукуліннаська сільська рада ліквідована. Її територія склала північну частину новоутвореної Ексіської сільської ради.